# لیندا سینی
لیندا سینی (ایتالیایی: Linda Sini؛ ‏ ۱۳ فوریهٔ ۱۹۲۴ – ۵ فوریهٔ ۱۹۹۹) بازیگر اهل ایتالیا بود.
از فیلم‌هایی که وی در آن نقش داشته است، می‌توان به دوبار شلیک کن، برادر تاتسیو، اهل ولتری، التهاب در حومه شهر، دوران کودکی، حرفه و نخستین تجربه جاکومو کازانووا، اهل ونیز، عشق‌بازان، کنت آکوئیلا، مردی که می‌خندد، سرتاسر طنز، مردان خشن، فارفالون و زن کولی اشاره کرد.